# ノイカッタロ
ノイカッタロ（イタリア語: Noicàttaro）は、イタリア共和国プッリャ州バーリ県にある、人口約2万6000人の基礎自治体（コムーネ）。

## 地理

### 位置・広がり

#### 隣接コムーネ
隣接するコムーネは以下の通り。
- バーリ
- カプルソ
- カザマッシマ
- チェッラマーレ
- モーラ・ディ・バーリ
- ルティリアーノ
- トリッジャーノ

## 行政

### 分離集落
ノイカッタロには、以下の分離集落（フラツィオーネ）がある。
- Parchitello, Scizzo, Città Giardino, Borgo Regina, Poggioallegro, Poggetto, San Pio, Parchitello Alta

## 交通

### 鉄道
- スド・エスト鉄道
  - バーリ＝マルティーナ・フランカ＝ターラント線 (it:Ferrovia Bari-Martina Franca-Taranto)
- バーリ都市鉄道 (it:Servizio ferroviario metropolitano di Bari)